# Superspazio
Il concetto di "superspazio" ha avuto due significati in fisica. La parola è stata usata la prima volta da John Archibald Wheeler per descrivere la configurazione spaziale della relatività generale, per esempio, tale uso può essere visto nel suo famoso libro di testo del 1973 dal titolo Gravitation. 
Il secondo significato si riferisce alle coordinate spaziali relative ad una teoria della supersimmetria.  In tale formulazione, insieme alle quattro dimensioni dello spazio ordinario (le coordinate bosoniche), {\displaystyle x^{\mu }} con {\displaystyle \mu =0,\ldots ,3}, ci sono anche le dimensioni "anticommutanti" le cui coordinate sono etichettate con i numeri di Grassmann; ovvero assieme alle dimensioni dello spazio di Minkowski che corrispondono a gradi di libertà bosonici, ci sono le dimensioni anticommutanti relative ai gradi di libertà fermionici. 

## Supercampo
In fisica teorica, un supercampo è un tensore che dipende dalle coordinate del superspazio.
In fisica teorica, si analizzano spesso teorie supersimmetriche con supercampi che hanno un ruolo molto importante. In quattro dimensioni, il più semplice esempio (vale a dire con un valore minimo di supersimmetria N = 1) di supercampo può essere scritto usando un superspazio con quattro dimensioni extra di coordinate fermioniche, {\displaystyle \theta ^{1},\theta ^{2},{\bar {\theta }}^{1},{\bar {\theta }}^{2}}, che si trasformano come gli spinori e gli spinori coniugati.
I supercampi sono stati introdotti da Abdus Salam e JA Strathdee nel loro articolo 1974 sulle  "trasformazioni di supergauge".

## Alcune superparticelle
- Axino
- Gaugino
- Gravifotone
- Graviscalare
- Higgsino
- Neutralino
- Smuone